# National Anthem
«National Anthem» — сингл американской певицы Ланы Дель Рей, вошедший в её второй студийный альбом «Born to Die». Сингл был официально выпущен 6 июля 2012 года под лейблами Polydor и Interscope. В альбоме по счету является пятым. Так же на сингл имеется музыкальное видео, которое вышло 27 июня 2012 года на YouTube Vevo. Режиссёром клипа стал Энтони Мэндлер, который так же снял мини-фильм Ланы «Tropico». Клип основан на убийстве американского президента Джона Кеннеди.

## История создания
Издание NME отметило, что Лана Дель Рей поёт как «идеальный манекен». Кроме того, NME похвалило некоторые элементы трека, говоря: «Она поёт о взаимосвязи, хороших каблуках человека и пустой женщины на холсте, она вызывает чувство грёз о состоятельным классам (Хэмптоне) и их можно было бы сделать девиз „деньги — гимн успеха“, но также вызывает призрак Вьетнама со ссылкой на „The Queen Of Saigon“». Digital Spy назвал тему песни «Born to Die» «демоническим степфордским минором», в который вписывается «National Anthem». Обозреватель Роберт Копси похвалил композицию за «лаконичный, анестезированный вокал, который вызывает в воображении образы её, качающейся от бутылки Hendricks. Под свиповой струнной секцией и гангстерскими хип-хоп битами скрывается глубокая печаль, но мимолётное проявление эйфории заставит вас возвращаться снова и снова».

## Музыкальное видео
Клип на «National Anthem» был снят Энтони Мэндлером в мае 2012 года. Премьера видеоклипа состоялась 27 июня 2012 года, в тот день Мэндлер заявил, что концепция принадлежит Дель Рей, и сказал, что она была «действительно заинтересована в изучении этой потери невинности, эта идея — что вы думаете, что вы испытываете, может быть, не то, что она всегда будет. Потому что, когда вы говорите „Кеннеди“, сразу же вспоминается то, как и когда я говорю „Это история Ромео и Джульетты“. Так что я думаю, что с помощью власти, что родословная истории действительно очаровательное место, чтобы показать потерю чего-то, убийство кого-то».
Видеоклип начинается с выступления Ланы Дель Рей в роли Мэрилин Монро, которая исполняет песню «Happy Birthday, Mr. President» 19 мая 1962 года. Остальная часть видео показывает жизнь Жаклин Кеннеди (Лана Дель Рей) и президента Джона Кеннеди (ASAP Rocky) в виде домашних видео, которая семья снимала сама. Видео заканчивается с повторного показа печально известного «фильма Запрудера», показывая убийство Кеннеди. В конце Лана Дель Рей читает письмо Жаклин Кеннеди, написанное Джону Кеннеди в день его убийства.
По состоянию на январь 2015 года, Billboard назвал видео в качестве одного из 20 лучших музыкальных видео 2010-х годов (до сих пор).

## Список композиций
Digital EP
1. «National Anthem» — 3:50
2. «National Anthem» (Fred Falke Remix Edit) — 3:46
3. «National Anthem» (Tensnake Remix) — 3:43
4. «National Anthem» (Afterlife Remix) — 3:48

Picture Vinyl
1. «National Anthem» — 3:50
2. «National Anthem» (Breton Labs Remix) — 5:23

## Участник записи
- Лана Дель Рей — вокал, бэк-вокал, композитор
- The Nexus — композитор, вокальный продюсер
- Джастин Паркер — композитор, автор слов
- Эмили Хейни — продюсер
- Стив Тирпак — ассистент продюсера
- Мэни Марокьюн — звукорежиссёр, монтаж звука
- Эрик Мадрид, Крис Галланд — ассистенты звукорежиссёра

Данные взяты из диска «Born to Die»

## Чарты
| Чарт (2012)                                | Высочайшая позиция |
| ------------------------------------------ | ------------------ |
| Бельгия/Фландрия (Ultratip Bubbling Under) | 40                 |
| Франция (SNEP)                             | 152                |
| Великобритания (OCC UK Singles)            | 92                 |
| US Rock Songs (Billboard)                  | 37                 |

## Награды и номинации
| Год  | Премия                | Номинация                    | результат | Примечания |
| ---- | --------------------- | ---------------------------- | --------- | ---------- |
| 2012 | UK Music Video Awards | Лучшее иностранное поп-видео | Номинация | [ 18 ]     |
| 2012 | UK Music Video Awards | Best Styling In A Video      | Номинация | [ 18 ]     |

## История релиза
| Страна         | Дата        | Формат                | Лейбл     |
| -------------- | ----------- | --------------------- | --------- |
| Ирландия       | 6 июля 2012 | Digital download — EP | Universal |
| Великобритания | 6 июля 2012 | Digital download — EP | Polydor   |
| Великобритания | 9 июля 2012 | Limited edition       | Polydor   |